# 伊桑 (南达科他州)
伊桑（英語：Ethan），是美国南达科他州下属的一座城市。根据2010年美国人口普查，该市有人口335人。论人口在本州排行第147。